# Hailes
Hailes – wieś w Anglii, w hrabstwie Gloucestershire. Leży 15,1 km od miasta Tewkesbury, 24,2 km od miasta Gloucester i 137,6 km od Londynu. W 1931 roku civil parish liczyła 83 mieszkańców. 